# Rapid Rectilinear

Schemat obiektywu – soczewki zaznaczone na zielone są wykonane z kronu, a na niebiesko z flintu

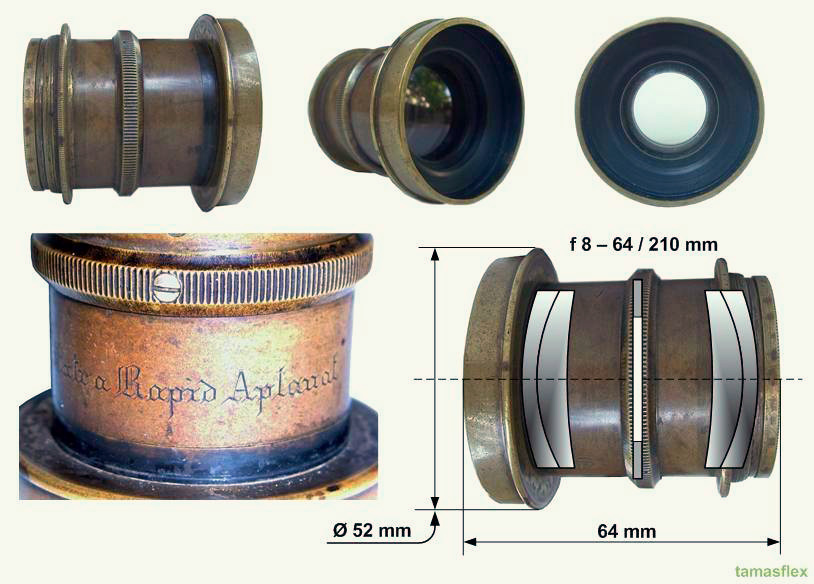
Wygląd zewnętrzny i przekrój obiektywu

Rapid Rectilinear – obiektyw fotograficzny zaprojektowany w 1866 r. przez Johna Dallmeyera. Składał się z dwóch dubletów achromatycznych ustawionych symetrycznie względem apertury.
Użycie dwóch symetrycznych dubletów pozwoliło na wyeliminowanie większości wad optycznych (aberracja sferyczna, aberracja chromatyczna, koma i dystorsja), ale obiektyw nadal miał spory astygmatyzm i cierpiał na krzywiznę pola. Najprawdopodobniej powstał w wyniku eksperymentów z obiektywem Grubba. Nazwa obiektywu opisuje w języku angielskim jego dwie charakterystyczne cechy – stosunkowo dużą jasność (w języku angielskim jasność obiektywu jest określana jako jego „szybkość”, stąd rapid – prędki, szybki) oraz brak dystorsji (ang. rectilinear – prostoliniowy, dający obraz bez zniekształceń geometrycznych). Początkowo był produkowany z otworem względnym f/6 (w porównaniu większość typowych obiektywów pejzażowych z epoki miała otwór f/16), stworzono także jaśniejszą wersję portretową o otworze f/3,5.
W tym samym czasie kiedy Dallmeyer wprowadził do sprzedaży swój obiektyw, na rynku pojawił się niemalże identyczny obiektyw Aplanat zaprojektowany przez Hugo Steinheila. Obie strony oskarżały się wzajemnie o skopiowanie obiektywu, dyskusja na ten temat przybierała nieraz bardzo gorący ton, obaj wynalazcy publikowali artykuły w prasie naukowej udowadniając swoje pierwszeństwo. Najprawdopodobniej jednak obu wynalazków dokonano niezależnie i prawie jednocześnie, Steinheil był najprawdopodobniej szybszy o kilka tygodni.
Obiektywy typu Aplanat/Rapid Rectilinear stały się jednymi z najbardziej popularnych obiektywów ich ery, były produkowane w tysiącach egzemplarzy na całym świecie w różnych odmianach i pod różnymi nazwami takimi jak: Aplanascope, Aplanatic, Aristoplanat, Aristoscope, Berytaplanat, Biplanat, Eidoscope, Euryscope, Grossa, Lamprodynast, Leucograph, Lynkeioscope, Monoplast, Orthoscope, Panorami, Pantoscope, Paraplanat, Perigraphic, Planatograph, Platystigmat, Polynar, Rectigraph, Rectilinear, Rectiplanat, Sphariscope, Symmetrical, Universal, Versar czy Voltas.